# Municipio de Polk Centre
El municipio de Polk Centre (en inglés: Polk Centre Township) es un municipio ubicado en el condado de Pennington en el estado estadounidense de Minnesota. En el año 2010 tenía una población de 87 habitantes y una densidad poblacional de 1,39 personas por km².

## Geografía
El municipio de Polk Centre se encuentra ubicado en las coordenadas 47°59′28″N 96°25′2″O / 47.99111, -96.41722. Según la Oficina del Censo de los Estados Unidos, el municipio tiene una superficie total de 62.4 km², de la cual 62,38 km² corresponden a tierra firme y (0,04 %) 0,02 km² es agua.

## Demografía
Según el censo de 2010, había 87 personas residiendo en el municipio de Polk Centre. La densidad de población era de 1,39 hab./km². De los 87 habitantes, el municipio de Polk Centre estaba compuesto por el 95,4 % blancos, el 2,3 % eran afroamericanos, el 2,3 % eran asiáticos. Del total de la población el 1,15 % eran hispanos o latinos de cualquier raza.